# Kokusai-Shiai-Waza
 (mars 2012).
Si vous disposez d'ouvrages ou d'articles de référence ou si vous connaissez des sites web de qualité traitant du thème abordé ici, merci de compléter l'article en donnant les références utiles à sa vérifiabilité et en les liant à la section « Notes et références ».
Les Kokusai-Shiai-Waza sont les nouvelles techniques du Judo, qui ne font pas partie du Kōdōkan mais sont des variantes. Elles servent à mieux contrôler l'adversaire que les techniques normales du Judo et sont plus efficaces. Vous remarquerez que les noms sont plus longs.

## Liste

### Te-Waza
- Kata-Sode-Seoi-Otoshi,renversement en chargement sur le dos en changeant de manche
- Te-Gaeshi, contre par la main
- Morote-Eri-Seoi-Nage, projection par le revers à deux mains
- Soto-Mata-Seoi-Otoshi, renversement en chargement sur le dos avec l'extérieur de la cuisse
- Kata-Hiza-Zuki-Seoi-Otoshi, renversement en chargement sur le dos en déposant le genou au sol
- Kata-Hiza-Zuki-Morote-Otoshi, renversement par deux mains en déposant un genou au sol
- Ryohiza-Seoi-Otoshi, renversement en chargement sur le dos en déposant les deux genoux
- Morote-Kata-Sode-Tai-Otoshi, renversement du corps par la manche et à deux mains
- Ryohiza-Kata-Guruma, roue autour des épaules en déposant les deux genoux
- Kata-Ashi-Tai-Otoshi, renversement du corps en utilisant la jambe
- Kata-Hiza-Tai-Otoshi, renversement du corps en déposant un genou au sol

### Ashi-Waza
- Kata-Hiza-Te-O-Uchi-Gake-Ashi-Dori, grand accrochage intérieur en déposant le genou au sol et en attrapant la jambe
- Ko-Uchi-Gake-Mata-Maki-Komi, petit accrochage intérieur en accompagnant avec la cuisse
- Daki-Ko-Soto-Gake, petit accrochage extérieur en agrippant
- Soto-Ashi-Dori-O-Uchi-Gari, grand fauchage intérieur en attrapant à l'extérieur de la jambe

### Koshi-Waza
- Kata-Sode-Ashi-Tsuri-Komi-Goshi, hanche pêchée en utilisant la jambe et la manche

### Sutemi-Waza
- Ushiro-Hiza-Ura-Nage, projection vers l'arrière en accrochant avec le genou en arrière
- Mae-Hiza-Ura-Nage, projection vers l'arrière en accrochant avec le genou en avant
- Ryoashi-Tomoe-Nage, projection en cercle avec les deux jambes
- Yoko-Kata-Guruma-Otoshi, renversement en roue latérale autour des épaules